# Пленник земли
«Пле́нник земли́» — кинофильм, экранизация произведения Джеймса Олдриджа.
Посвящается памяти Ли Голда (сценариста фильма).

## Сюжет
Американские лётчики заметили потерпевший крушение советский самолет. Поскольку связи с базой не было из-за магнитной бури, а приземление на месте катастрофы было невозможно, они улетели за помощью, выбросив с парашютом одного из членов своего экипажа. Добравшись до разбитого самолета, американец нашёл единственного оставшегося в живых русского, тяжело раненого и не способного передвигаться. Они будут вместе бороться за существование в течение долгой полярной ночи.

## В ролях
- Сэм Уотерстон — Ройс
- Александр Потапов — Аверьянов
- Кир Джайлз — ?
- Виктор Игнатьев — чукча
- Альберт Кондратьев
- Люция Джангалиева
- Софрон Ефимов
- А. Лиелисе
- Алексей Иващенко — лётчик
- Леонид Трегуб — летчик

## Съёмочная группа
- Режиссёр: Джон Берри
- Сценаристы: Джон Берри, Ли Голд, Джеймс Олдридж
- Операторы: Пьер-Уильям Гленн, Олег Сологуб
- Композитор: Билл Конти
- Художники: Александр Гиляревский, Юрий Константинов
- Монтаж: Джордж Клотц
- Звукооператоры: Анри Ру, Жан-Мишель Шове
- Костюмы: Евгения Червонская
- Грим: Марк Бланшар, Светлана Разгуляева
- Продюсеры: Малкольм Стюарт, Джон Берри
- Редактор: Елена Ольшанская
- Директора: Патрик Делоне, Игорь Демух
- Русский текст читал Вадим Андреев

## Интересные факты
- Фильм снимался на острове Кий (Белое море) и окружающих его ледяных полях, хотя по сюжету действие происходит в районе Берингова пролива.
- Обломки самолёта долго лежали на острове. При съёмках на острове лежал снег, тем не менее использовался снег из пенополистирола. Всё лето шарики «снега» носило ветром по острову.